# شهادة حياة (فلم)
شهادة حياة هو فيلم مغربي من إخراج سعيد آزر سنة 2015، وبطولة كل من محمد الجم، بنعيسى الجيراري، فتيحة واتيلي.

## القصة
تحكي قصة الشريط التلفزيوني، قصة رجل بخيل يتقمص شخصيته الممثل (محمد الجم)، والذي رغم الثروة الكبيرة التي يملكها فإن أبناءه وزوجته يعيشون حرمانا كبيرا ووضعا اجتماعيا عاديا لا يمت بأية صلة لما ينبغي أن يكون عليه الأمر. ومباشرة بعد وفاة الأب يسارع الأبناء والزوجة إلى تقسيم الإرث لتتغير حياتهم ووضعهم الاجتماعي رأسا على عقب، لكن يحدث ما لم يكن في الحسبان، إذ يظهر الأب من جديد، ويحاول استرجاع ثروته، والتأكيد للجميع أنه مازال على قيد الحياة، لتبدأ بالموازاة مع ذلك رحلته لإثبات ذلك من خلال إجراءات إدارية معقدة.

## روابط خارجية
- مقالات تستعمل روابط فنية بلا صلة مع ويكي بيانات